# Grand Prix moto de France 1965
Le Grand Prix moto de France 1965 est la quatrième manche du Championnat du monde de vitesse moto 1965. La compétition s'est déroulée du 15 au 16 mai 1965 sur le Circuit de Rouen-les-Essarts. C'est la 33e édition du Grand Prix moto de France et la 11e édition comptant pour le championnat du monde.

## Résultats des 350 et500cm3
Pas d'épreuve pour les catégories 350 et 500 cm3 lors de ce Grand Prix.

## Résultats des250cm3
| Pos. | Pilote              | Moto      | Temps             | Points |
| ---- | ------------------- | --------- | ----------------- | ------ |
| 1    | Phil Read           | Yamaha    | 1 h 03 min 28 s 2 | 8      |
| 2    | Bruce Beale         | Honda     | + 1 tour          | 6      |
| 3    | Barry Smirh         | Bultaco   | + 2 tours         | 4      |
| 4    | Jean-Claude Guénard | Bultaco   | + 3 tours         | 3      |
| 5    | Rex Avery           | Bultaco   | + 4 tours         | 2      |
| 6    | Alain Barbaroux     | Aermacchi | + 4 tours         | 1      |
| 7    | Claude Vigreux      | Aermacchi | + 4 tours         |        |
| 8    | Jean Auréal         | Aermacchi | + 4 tours         |        |
| 9    | ...                 | ...       | ...               |        |

## Résultats des125cm3
| Pos. | Pilote           | Moto    | Temps         | Points |
| ---- | ---------------- | ------- | ------------- | ------ |
| 1    | Hugh Anderson    | Suzuki  | 52 min 57 s 4 | 8      |
| 2    | Ernst Degner     | Suzuki  | +10 s 5       | 6      |
| 3    | Frank Perris     | Suzuki  | +1 min 12 s 2 | 4      |
| 4    | Derek Woodman    | MZ      | + 1 tour      | 3      |
| 5    | Bruce Beale      | Honda   | + 2 tours     | 2      |
| 6    | Giuseppe Visenzi | Honda   | + 2 tours     | 1      |
| 7    | Pierre Viura     | Honda   | + 3 tours     |        |
| 8    | Claude Vigreux   | Bultaco | + 3 tours     |        |
| 9    | Bellone          | Honda   | + 3 tours     |        |
| 10   | Heinz Rosner     | MZ      | + 5 tours     |        |
| 11   | ...              | ...     | ...           |        |

## Résultats des50cm3
| Pos. | Pilote        | Moto   | Temps | Points |
| ---- | ------------- | ------ | ----- | ------ |
| 1    | Ralph Bryans  | Honda  |       | 8      |
| 2    | Luigi Taveri  | Honda  |       | 6      |
| 3    | Ernst Degner  | Suzuki |       | 4      |
| 4    | Mitsuo Itoh   | Suzuki |       | 3      |
| 5    | Jacques Roca  | Derbi  |       | 2      |
| 6    | Hugh Anderson | Suzuki |       | 1      |
| 7    | ...           | ...    | ...   |        |

## Résultats des Sidecars
| Pos. | Pilote            | Passager        | Moto | Temps | Points |
| ---- | ----------------- | --------------- | ---- | ----- | ------ |
| 1    | Florian Camathias | François Ducret | BMW  |       | 8      |
| 2    | Fritz Scheidegger | John Robinson   | BMW  |       | 6      |
| 3    | Max Deubel        | Emil Hörner     | BMW  |       | 4      |
| 4    | Georg Auerbacher  | Peter Rykers    | BMW  |       | 3      |
| 5    | Barry Thompson    | Richard Bradley | BMW  |       | 2      |
| 6    | Colin Seeley      | Wally Rawlings  | BMW  |       | 1      |
| 7    | ...               | ...             | ...  |       |        |